# Wilhelm VI. (Auvergne)
Wilhelm VI. (* vor 1096; † wohl 1136) war ab 1096 Graf von Auvergne und Velay. Er war der Sohn des Grafen Robert II. und Judiths von Melgueil. 
Wilhelm ließ Montferrand mit dem Ziel befestigen, eine Festung gegen Aimeri, den Bischof von Clermont zu haben. Die wiederholten Gewalttaten, die er 1122 gegen den Klerus von Clermont ausübte, brachte dieser bei König Ludwig VI. vor, der daraufhin eine Armee aufstellte, um – laut Suger von Saint-Denis – „an den Auvergnaten das der Kirche zugefügte Unrecht zu rächen“. Die Armee verwüstete die Limagne, eroberte Pont-du-Château und zwang schließlich Wilhelm dazu, einzulenken und das zurückzugeben, was er sich geholt hatte.
Vier Jahre später nahm er den Streit mit dem Bischof wieder auf, woraufhin Ludwig VI. kam und Montferrand belagerte. Herzog Wilhelm IX. von Aquitanien, Lehnsherr der Auvergne, kam Graf Wilhelm zu Hilfe – mit dem Ergebnis, dass der Herzog sich dem König in Bezug auf das Land seines Grafen unterwarf.
Wilhelm VI. heiratete Emma, Tochter von Wilhelm von Évreux und Hadwise de Saint-Ceneri aus der Familie der Rolloniden. Ihre Kinder sind:
- Robert III. († wohl 1145), 1136 Graf von Auvergne
- Wilhelm III. († wohl 1182), 1136 Graf von Velay, um 1155 Graf von Auvergne

| Personendaten    | Personendaten               |
| ---------------- | --------------------------- |
| NAME             | Wilhelm VI.                 |
| KURZBESCHREIBUNG | Graf von Auvergne und Velay |
| GEBURTSDATUM     | vor 1096                    |
| STERBEDATUM      | um 1136                     |